# Festival Internacional de Cine de Berlín de 1967
La 17ª edición del Festival de Cine de Berlín se llevó a cabo desde el 23 de junio al 4 de julio de 1967 con el Zoo Palast como sede principal. El Oso de Oro fue otorgado a la cinta belga La partida de Jerzy Skolimowski.

## Jurado
Las siguientes personas fueron escogidas para el jurado de esta edición:
Jurado oficial
- Thorold Dickinson, (Reino Unido) - Presidente
- Rüdiger von Hirschberg (RFA)
- Knud Leif Thomsen (Dinamarca)
- Michel Aubriant (Francia)
- Sashadhar Mukerjee (India)
- Aleksandar Petrović (Yugoslavia)
- Willard Van Dyke (EE. UU.)
- Manfred Delling (RFA)

## Películas en competición
La siguiente lista presenta a las películas que compiten por Oso de Oro:
| Título en español               | Título original                 | Director(es)                                 | País                     |
| ------------------------------- | ------------------------------- | -------------------------------------------- | ------------------------ |
| Lo mejor de la vida             | Alle Jahre wieder               | Ulrich Schamoni                              | RFA                      |
| Buđenje pacova                  | Buđenje pacova                  | Zivojin Pavlovic                             | Yugoslavia               |
| El ABC del amor                 | El ABC del amor                 | Rodolfo Kuhn, Eduardo Coutinho y Helvio Soto | Argentina, Brasil, Chile |
| Fleá Ceoil                      | Fleá Ceoil                      | Louis Marcus                                 | Irlanda                  |
| Het gangstermeisje              | Het gangstermeisje              | Frans Weisz                                  | Países Bajos             |
| Historien om Barbara            | Historien om Barbara            | Palle Kjærulff-Schmidt                       | Dinamarca                |
| El fuego de la vida             | Här har du ditt liv             | Jan Troell                                   | Suecia                   |
| Qué dulce es morir así          | Il fischio al naso              | Ugo Tognazzi                                 | Italia                   |
| La coleccionista                | La Collectionneuse              | Éric Rohmer                                  | Francia                  |
| La notte pazza del conigliaccio | La notte pazza del conigliaccio | Alfredo Angeli                               | Italia                   |
| La partida                      | Le départ                       | Jerzy Skolimowski                            | Bélgica                  |
| Le mur                          | Le mur                          | Serge Roullet                                | Francia                  |
| El viejo y el niño              | Le vieil homme et l'enfant      | Claude Berri                                 | Francia                  |
| Livet är stenkul                | Livet är stenkul                | Jan Halldoff                                 | Suecia                   |
| Paranoia                        | Paranoia                        | Adriaan Ditvoorst                            | Países Bajos             |
| Liv                             | Liv                             | Pål Løkkeberg                                | Noruega                  |
| San                             | San                             | Mladomir Puriša Đorđević                     | Yugoslavia               |
| Sekishun                        | Sekishun                        | Noboru Nakamura                              | Japón                    |
| The Whisperers                  | The Whisperers                  | Bryan Forbes                                 | Reino Unido              |
| Through the Eyes of a Painter   | Through the Eyes of a Painter   | M. F. Husain                                 | India                    |
| To prosopo tis Medousas         | To prosopo tis Medousas         | Nikos Koundouros                             | Grecia                   |
| Tatuaje                         | Tätowierung                     | Johannes Schaaf                              | RFA                      |

## Palmarés
Los siguientes premios fueron entregados por el jurado profesional:
- Oso de Oroː La partida de Jerzy Skolimowski
- Oso de Plataː Živojin Pavlović por Buđenje pacova
- Oso de Plata a la mejor actriz:  Edith Evans por The Whisperers
- Oso de Plata al mejor actor: Michel Simon por El viejo y el niño
- Oso de Plata. Premio extraordinario del jurado:
  - Michael Lentz por Lo mejor de la vida
  - Éric Rohmer por La coleccionista
- Premio a la juventud (Jugendfilmpreis):
- Mejor largometraje adecuado para jóvenes: La coleccionista de Éric Rohmer
- Premio FIPRESCIː Alle Jahre wieder de Ulrich Schamoni
- Premio Interfilm: The Whisperers de Bryan Forbes
- Premio OCICː The Whisperers de Bryan Forbes
- Premio C.I.C.A.E.ːEl fuego de la vida de Jan Troell
- Premio C.I.D.A.L.C.ːEl viejo y el niño de Claude Berri
- Premio UNICRITː La partida de Jerzy Skolimowski